# Springeren (ubåd)
 Ikke at forveksle med S324 Springeren.
Springeren (S329) var en ubåd af Delfinen-klassen. Den indgik i den danske flåde fra den 22. oktober 1964, indtil den udgik af flådens tal den 31. marts 1990 efter sin sidste kommandostrygning den 30. juni 1989. Springeren er den sidste ubåd, der både er konstrueret og bygget på det nu nedlagte Orlogsværft på Holmen. Den tilhørte Delfinen-klassen, hvoraf der oprindeligt blev bygget 3 enheder i perioden 1956-1961. 

## Historie
I 1959 blev der indgået en dansk-amerikansk aftale om et fælles 5-årigt bygningsprogram af skibe, der omfattede i alt 23 skibe til erstatning for enheder, der stod overfor udfasning. Det gav mulighed for bygning af endnu en enhed af Delfinen-klassen. Resultatet blev Springeren, der blev påbegyndt 3. januar 1961, søsat 26. april 1963 og hejste kommando den 22. oktober 1964.
Bådenes deplacement er 575 tons i overfladen og 646 tons i neddykket stand. Længden er 53,9 m, bredden 4,7 m og dybgangen 4,2 m. Periskop-dybde er 11 m. Maksimal dykkedybde var i fred 100 m, medens man under krigsforhold kunne dykke 250 m. Bådenes maskineri var dieselelektrisk, således at dens 2 B&W-dieselmotorer under overfladesejlads virkede som generatorer for elektromotorerne, medens disse under neddykket sejlads fik kraft fra bådens batterier, der vejede godt 100 tons og blev taget ud, før Springeren blev taget på land på Aalborg Søfarts- og Marinemuseum.
Farten var både i ned- og uddykket stand ca. 16 knob og båden har to skruer. En installeret snorkel, der opereres på samme måde som periskoperne, muliggør sejlads med dieselmotorerne, når båden ikke dykker under periskop-dybde.
Springeren er bevæbnet med 4 torpedorør og forsynet med 4 ekstra torpedoer. Springeren blev som den første danske ubåd udstyret med et TCI-ild-ledelsesanlæg og trådstyrede torpedoer. Ved hjælp af trådstyringen kunne torpedoerne dirigeres og ændre kurs undervejs. Det betød, at man i modsætning til tidligere kunne nøjes med at affyre en enkelt torpedo ad gangen, ligesom man på grund af torpedoernes store rækkevidde var i stand til at skyde på meget længere afstand.
Besætningen var på i alt 33 mand - 8 officerer, 25 sergenter og menige. Alle de tekniske installationer i Springeren er desuden denne dag i dag stadig bevaret med undtagelse af de 224 batterier.

## Ubådens indre struktur
Når man kommer ind i ubådens torpedorum, fungerede dette samtidig som sove- og opholdsrum for den menige besætning. Der er i alt 13 køjer samt borde og bænke til 26 mand. I dette rum kan man også se bådens anlæg til nødforsyning med ilt, som skulle bruges, hvis det ved forlis blev nødvendig at fylde båden med vand med henblik på udslusning.
Gennem en vandtæt luge kommer man ind i en gang, hvor officersmessen med plads til otte officerer ligger i bagbords side. I styrbords side er der to toiletter og kabys.
Fra gangen er der endvidere adgang til sonar- og radarrum samt radiostation. I gangen er også mandskabets kufferter anbragt. Ved indgangen til kommandorummet ses luftrensningsanlægget, TCI-anlægget og radarmasten, samt lejderen til tårnet. Sidstnævnte er dog demonteret på grund af ubådens ringe tilstand. I selve kommandorummet er der to periskoper, et navigations- og et kampperiskop. Herudover er der et plotte-bord og plads til to rorgængere. Dybderorgængeren sidder agter i bagbords side, medens siderorgængeren er anbragt forrest i bagbords side. Gennem endnu en vandtæt luge kommer man ud i maskinrummet til diesel- og elektromotorer samt manøvreplads. I forbindelse med omdannelsen af Springeren til en museumsubåd har man skåret en indgang i torpedorummets bagbords side og en udgang i styrbords side af maskinrummet.